# Черешово (Смолянская область)
Черешово (болг. Черешово) — населённый пункт в Болгарии. Находится в Смолянской области, входит в общину Смолян. Население составляет 11 человек.

## Политическая ситуация
В местном кметстве Могилица, в состав которого входит Черешово, должность кмета (старосты) исполняет Митко Минчев Чочев (Болгарская социалистическая партия (БСП)) по результатам выборов правления кметства в 2011 году и в 2007 году.